# برگ سدابی بدبوی
برگ سدابی بدبوی (نام علمی: Thalictrum foetidum) نام یک گونه از تیره آلالگان است.